# 2007年北海道知事選挙
2007年北海道知事選挙（2007ねんほっかいどうちじせんきょ）は、北海道の執行機関である北海道知事を選出するため、2007年4月8日に投票が行われた選挙で、第16回統一地方選挙の一環として実施された。

## 概要
知事の任期4年が満了したことに伴って実施された選挙である。なお北海道知事の選挙は、民選となった1947年以来、一貫して統一地方選挙の日程で実施されている。また北海道は、旧社会党の勢力が強い地域で、1999年の選挙を除き、常に与野党の候補による一騎討ちの選挙戦となっている。この時は前回初当選した現職の高橋はるみと新人で前民主党衆議院議員の荒井聰による事実上の一騎討ちとなったが、高橋が荒井を圧倒的な大差で下して再選を果たした。

## 選挙日程など
- 告示：2007年3月22日
- 投票日：2007年4月8日
- 選挙当日の有権者数[1]：4,562,936名

男性：2,134,360名
女性：2,428,576名

## 候補者
立候補者は以下の3人である。なお北海道知事選挙が1947年に始まって以来、最多の9人が立候補した前回選挙とはうってかわって少数激戦となった。自民・公明が推す高橋はるみと民主・社民・新党大地が推す荒井聰による、事実上の与野党一騎討ちの選挙戦となった。
| 候補者名   | 年齢 | 所属党派   | 新旧 | 推薦・支持党派                       | 前職                                   |
| ---------- | ---- | ---------- | ---- | ------------------------------------ | -------------------------------------- |
| 宮内聡     | 43   | 日本共産党 | 新人 |                                      | 共産党北海道委員会常任委員             |
| 高橋はるみ | 53   | 無所属     | 現職 | （推薦）自由民主党・公明党           | 北海道知事（1期）                      |
| 荒井聰     | 60   | 無所属     | 新人 | （推薦）民主党・社会民主党・新党大地 | 前衆議院議員（比例代表北海道ブロック） |

## 選挙結果
現職の高橋が、荒井を75万票余りの大差で引き離して再選した。
- 投票率[3]：64.13％（投票者数4,564,275名）前回61.81％

男性：64.10％（投票者数2,135,091名）
女性：64.16％（投票者数2,429,184名）
| 当落 | 候補者     | 所属党派 | 新旧 | 推薦・支持党派           | 得票数    | 得票率 |
| ---- | ---------- | -------- | ---- | ------------------------ | --------- | ------ |
| 当   | 高橋はるみ | 無所属   | 現職 | （推薦）自民・公明       | 1,738,569 | 59.8%  |
|      | 荒井聰     | 無所属   | 新人 | （推薦）民主・社民・大地 | 981,994   | 33.8%  |
|      | 宮内聡     | 共産党   | 新人 |                          | 184,969   | 6.4%   |
|      |            |          |      |                          | 2,905,532 |        |

　出典：北海道知事の選挙結果(昭和22年～現在)
当選した高橋は、推薦を受けた自民・公明の支持層のおよそ9割の支持を得て支持基盤を着実に固めた他、無党派層からも現職の知名度を活かして6割の支持を得たことが勝因となった。一方、敗北した荒井は、推薦を受けた民主党や社民党、新党大地の支持層を充分に固めきれなかった上、無党派層からの支持が3割強に留まった。宮内は共産党支持層以外に浸透できず、高橋と荒井の両候補の間で埋没する結果となった。市町村別で見た場合、全道180市町村中178市町村で高橋が首位に立ち、荒井は足寄町と音威子府村の2町村のみで首位となった。